# Francesco Bartolozzi
Pour les articles homonymes, voir Bartolozzi.
Francesco Bartolozzi  (ou François Bartolozzi), né le 25 septembre 1727 à Florence et mort le 7 mars 1815  à Lisbonne, est un graveur italien, des XVIIIe et XIXe siècles.

## Biographie

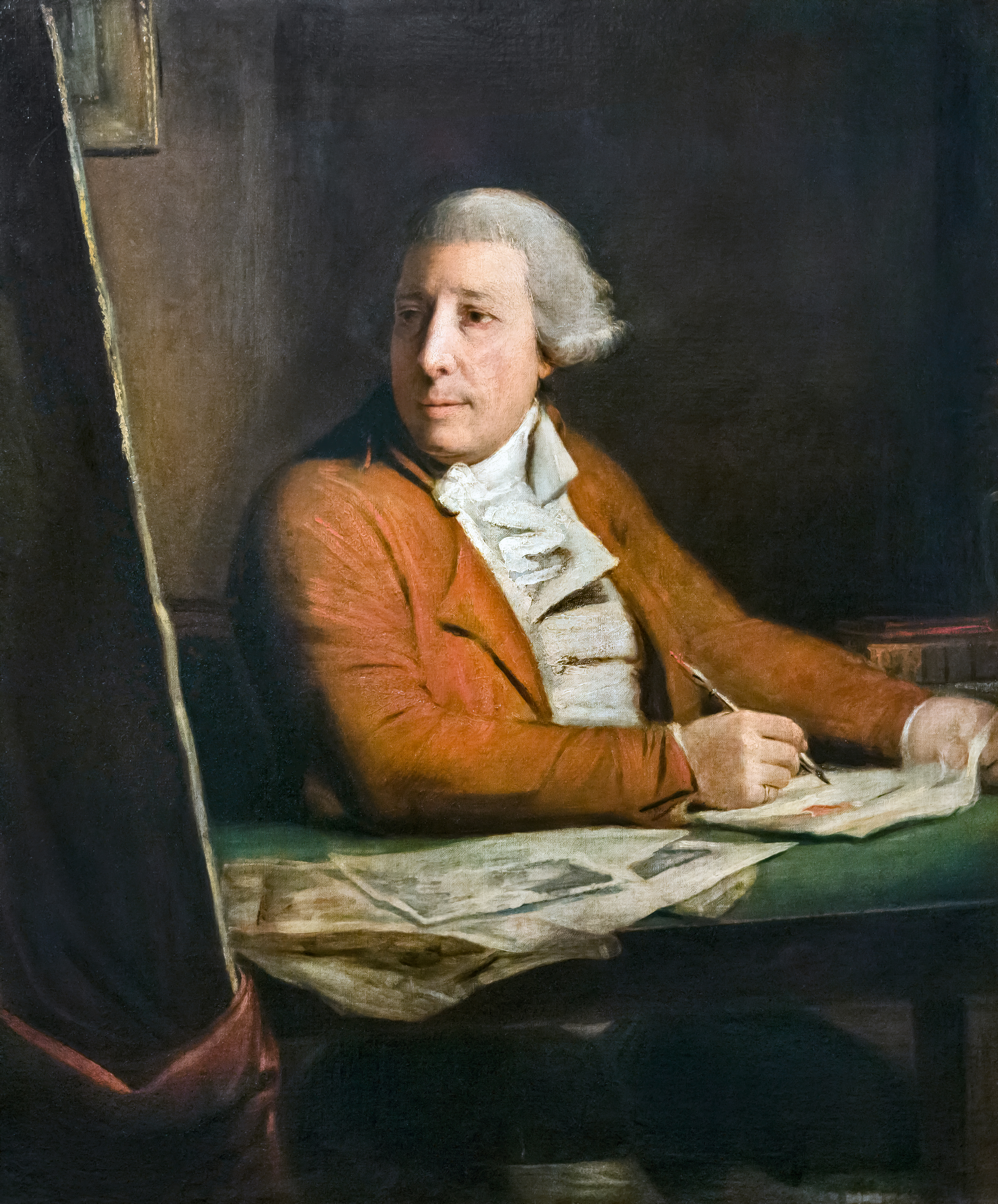
Francesco Bartolozzi (1794) par Domenico Pellegrini - Galeries de l'Académie de Venise.

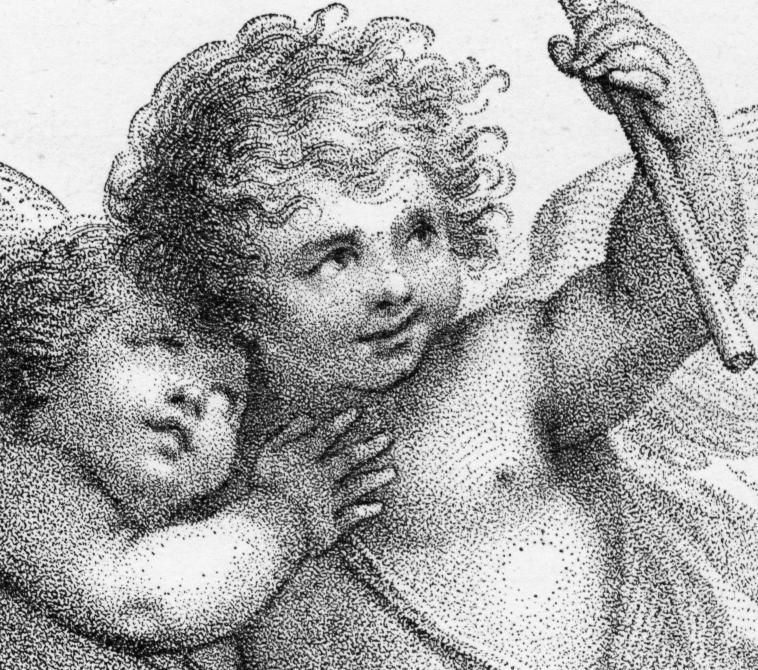
Détail d'une œuvre de Bartolozzi

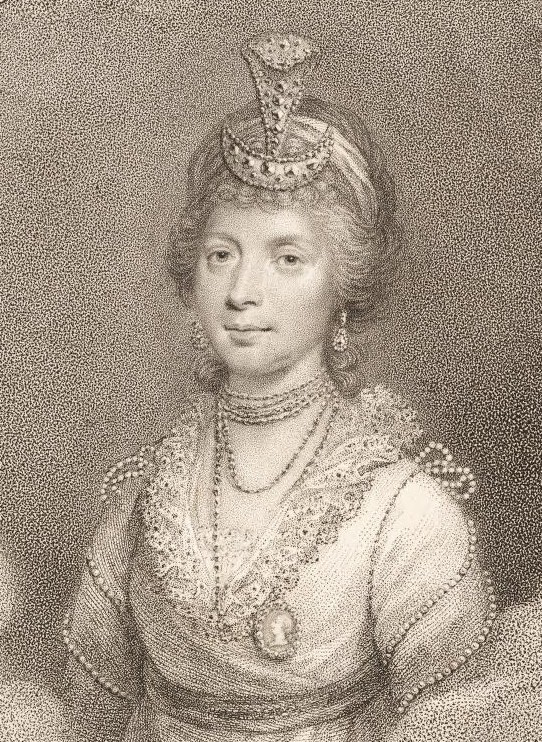
La Reine Charlotte peinte par William Beechey et gravée par Francesco Bartolozzi.

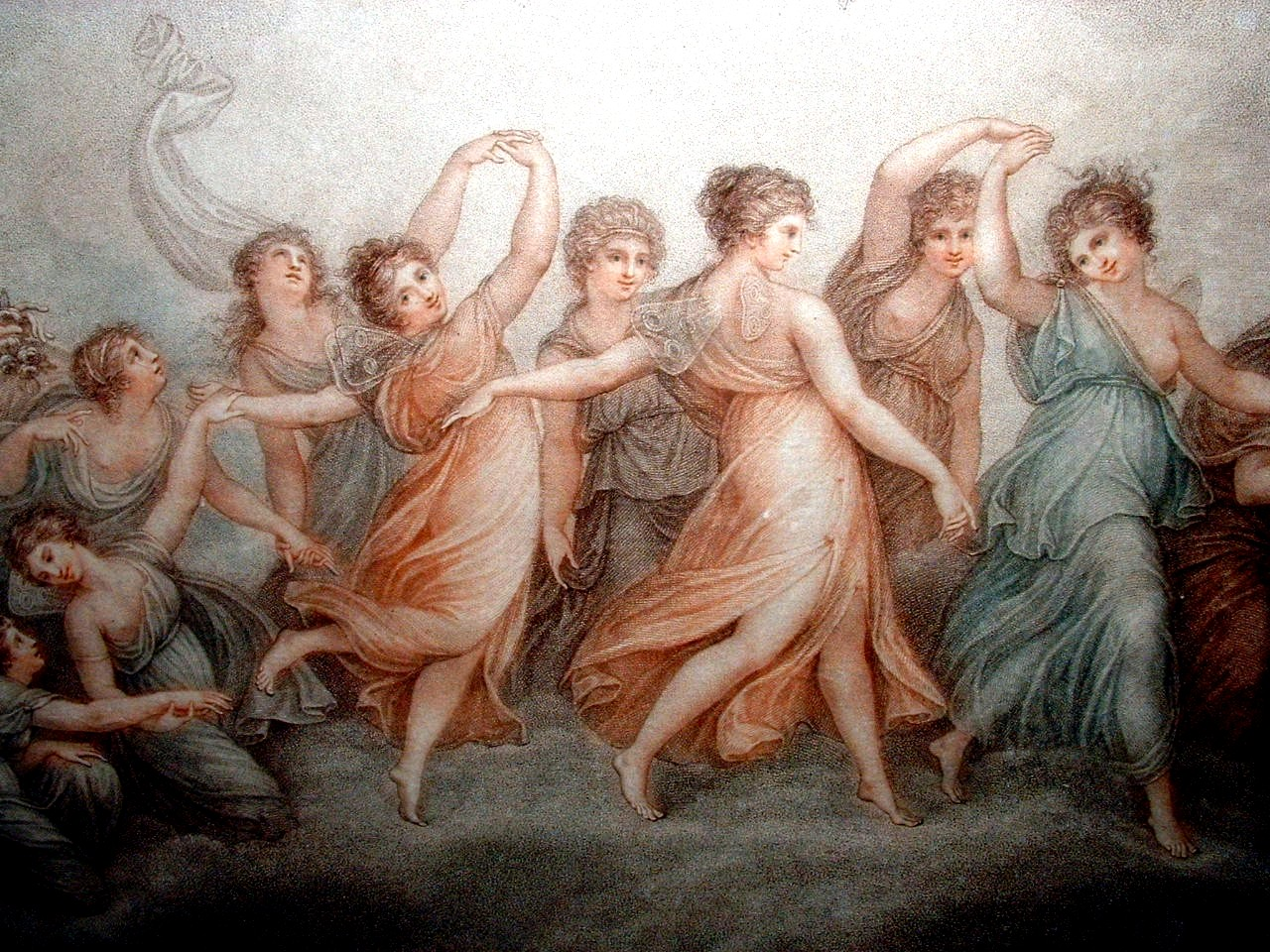
Les Heures d'après Maria Cosway.

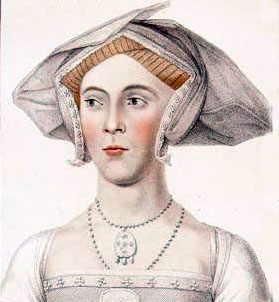
Lady Mautas d'après Holbein

Francesco Bartolozzi naît à Florence le 25 septembre 1727, fils d'un orfèvre de cette ville.
Après un apprentissage de trois ans en peinture auprès de Domenico Ferretti, il constate qu'il est plus attiré par la gravure et part à Venise pour parfaire son art.
De 1745 à 1751 il travaille à Venise dans l'atelier de Joseph Wagner (1706-1780). Il déménage pour peu de temps à Rome où il réalise une série de gravures représentant des fresques à Grottaferrata par Domenichino, illustrant la Vie de saint Nilus. Ensuite, en 1764, invité par  Richard Dalton, vendeur d'art et libraire du roi, il s'installe à Londres où il est nommé graveur de George III. Il y reste pendant plus de quarante ans et, grâce à l'amélioration d'une technique française nouvelle, dite de « la craie rouge » (gesso rosso) à base d'hématite et de kaolin, il reproduit avec talent les célèbres portraits de la collection royale, ceux de Hans Holbein le Jeune, de peintres italiens et de son ami Giovanni Cipriani.
Il est l'un des membres fondateurs de la Royal Academy (RA) le 10 décembre 1768, avant de cofonder également la Society of Engravers en 1802.
Il quitte ensuite Londres pour Lisbonne en 1802 où il est nommé directeur de l'Académie Nationale jusqu'en 1815, année de sa mort.
Parmi ses élèves, on compte Louis-Charles Ruotte, Benjamin Smith, Gabriel Scorodumov et Giovanni Vendramini.
Son fils Gaetano Stefano Bartolozzi, né en 1757, est également un graveur, et le père de l'actrice anglaise Lucia Elizabeth Vestris (1797 – 1856).

## Œuvres

### Gravures originales
- Abraham et les anges
- Le miracle de la manne
- Job abandonné par ses amis
- La Charité, ovale, inscrit Ipse feci
- L'Origine de la peinture (1787)
- La Vierge et l'Enfant, tondo

### Gravures d'après des chefs-d'œuvre
- Saint François de Sales triomphant de l'hérésie, d'après Ottavio Amigoni
- Saint Luc peignant le portrait de la Vierge, d'après Simone Cantarini
- La femme adultère devant Jésus-Christ, d'après Agostino Carracci
- Roland et Olympia, Clytia, et autres dessins de la Royal Collection d'après Annibal Carrache
- Une série de huit sujets, d'après Giovanni Benedetto Castiglione

Gravures d'après Giovanni Battista Cipriani
- Le départ d'Achille et Briséis
- Hector prend congé d'Andromaque
- Chryséis rendue à son père
- La mort de Didon
- Jupiter et Junon sur le mont Ida
- Junon recevant le cestus de Vénus
- Vénus attiré par les Grâces
- Tancrède et Hermine et Tancrède et Clorinde
- Shakespeare couronnés par l'immortalité
- Loth et ses filles
- La Terre, 1803[3]

Gravures d'après Angelica Kauffmann
- Socrate en prison
- Pénélope pleurant Ulysse
- Télémaque et Mentor dans l'île de Calypso
- Paulus Emilias éduquant ses enfants
- Coriolan apaisé par sa famille
- Didon invoquant les Dieux, avant de monter sur le bucher fatal[4]
- Calais. La tabatière de Yorick[5]
- Moulines. Le mouchoir ; Sterne et Marie[5]
- Diane, se préparant pour la chasse[6]
- Pâris et Œnone gravant leurs amours sur l'écorce d'un hêtre[6]
- La naissance de Shakespeare[6]
- Le tombeau de Shakespeare[6]
- Les trois Beaux-arts[6]
- Zeuxis composant son tableau de Junon[6]
- Les quatre Saisons[6]
- Les quatre parties de la peinture figurées par des génies de femme[6]
- Coriolan apaisé par sa mère et par sa femme[6]
- Entrevue d'Edgar et d'Elfrida après son mariage avec Athelworld[6]

Autres œuvres
- Zephyrus (1788) d'après Nicolas Colibert[7]
- Rachel cache les idoles de son Père et Laocoon attaqué par les serpents, d'après Pietro da Cortona
- La mort de Lord Chatham, d'après Copley
- La Vierge et l'Enfant, d'après Carlo Dolci
- Une série de treize plaques des fresques de Domenichino à Grottaferrata
- Une série de 33 dessins de Guerchin de la Collection Royale
- Une série de portraits de Hans Holbein, dont deux portraits d'Henry et Charles Brandon, fils d'Henry VIII et les ducs de Suffolk
- Portraits de Cignani et Pietro da Cortona d'après Maratta
- La Foire moraliste et ses élèves, d'après Richard Cosway
- Le Foie de Prométhée dévoré par le vautour, d'après Michel-Ange
- Buste de Michel-Ange
- Le roi Jean ratifiant la charte de Charlemagne, d'après Mortimer
- Cornelia, Mère de Gracchi, d'après Ouest
- Une collection de pierres précieuses, conçue par divers artistes
- Marie, reine des Écossais et son fils, d'après Zucchero
- Les Heures, d'après Maria Cosway, (Ode au printemps de Vide Gray)

## Galerie

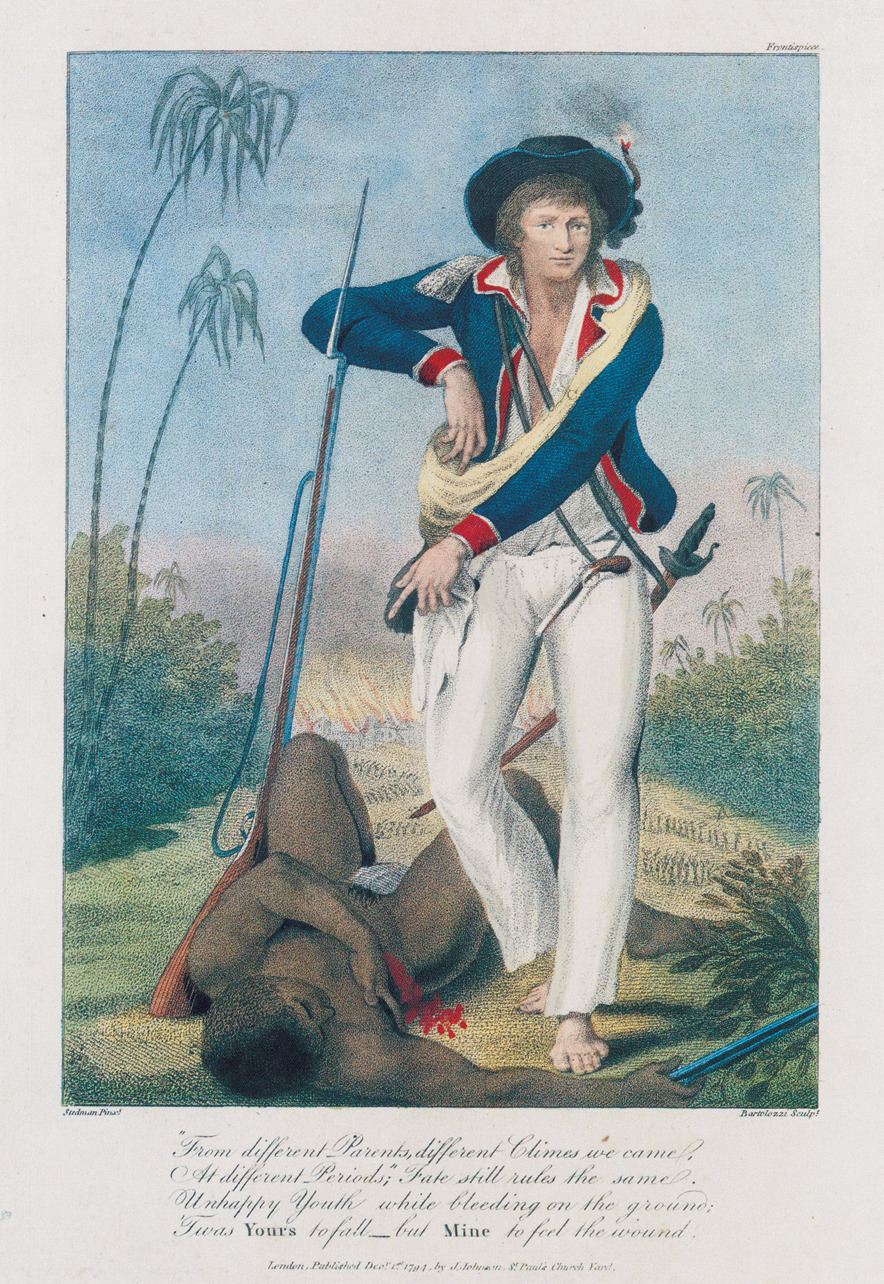
Autoportrait de Jean-Gabriel Stedman, gravé par Bartolozzi.
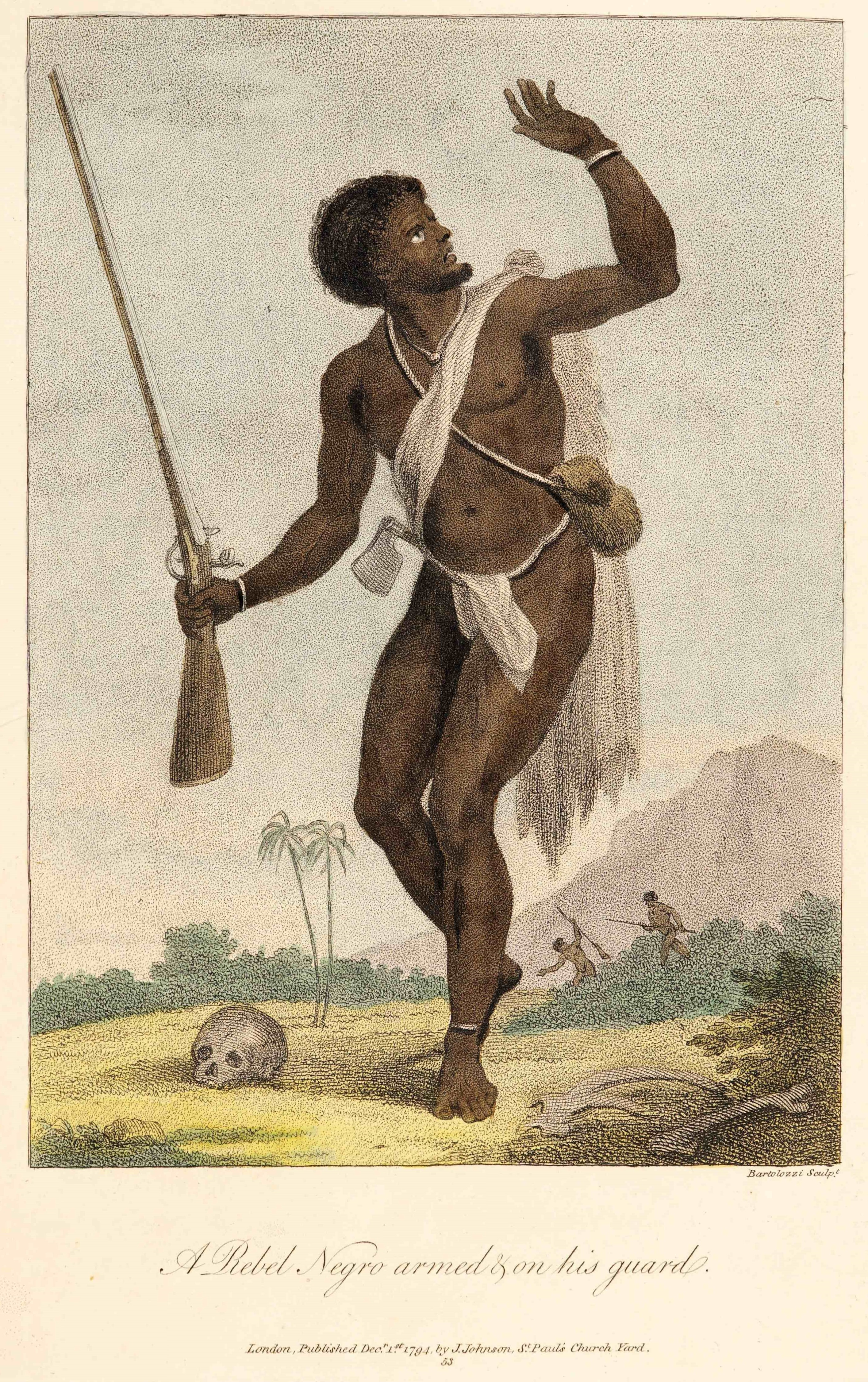
Esclave marron du Suriname.
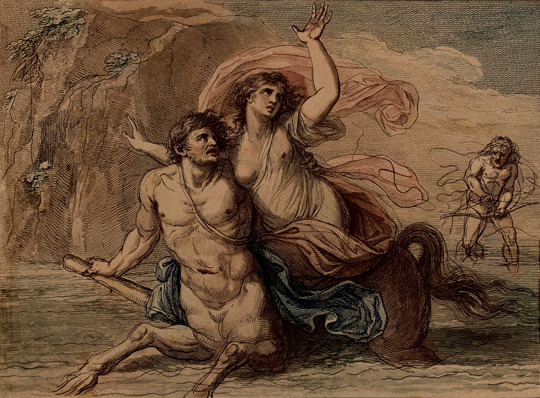
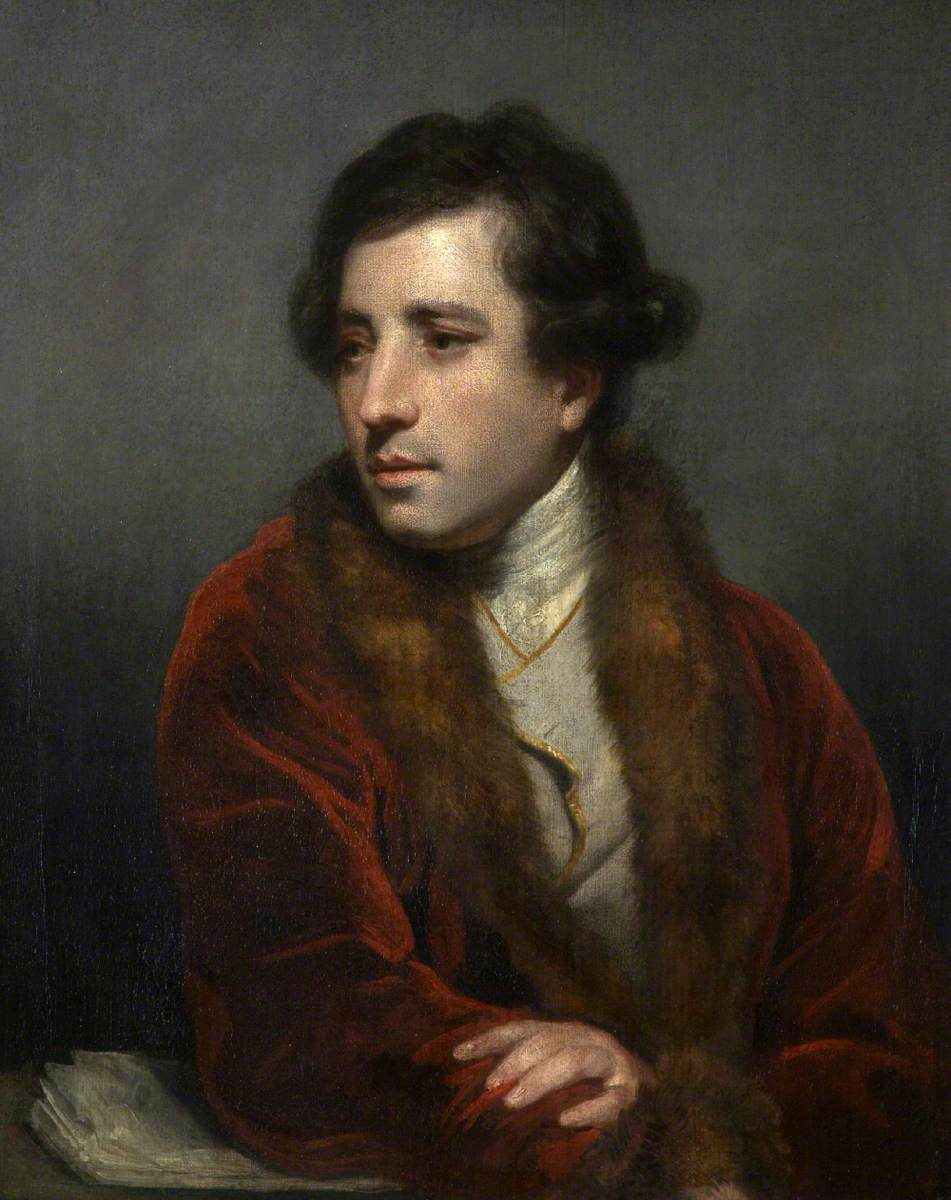
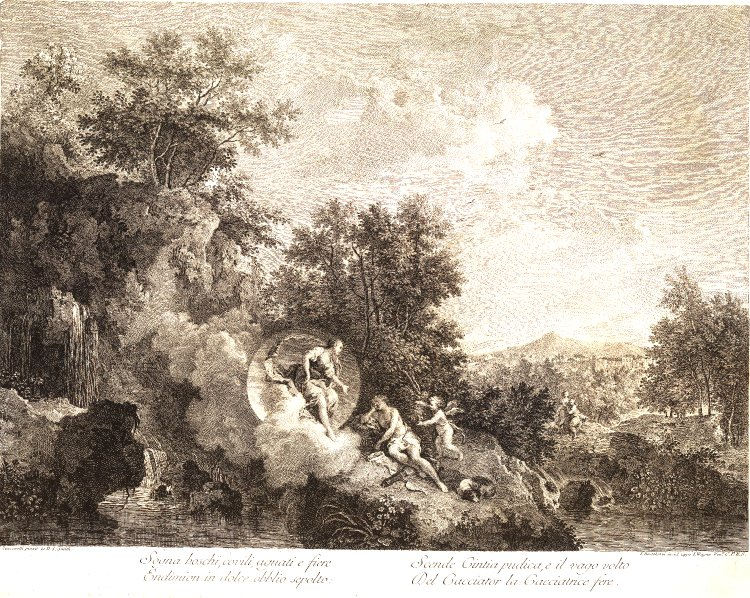
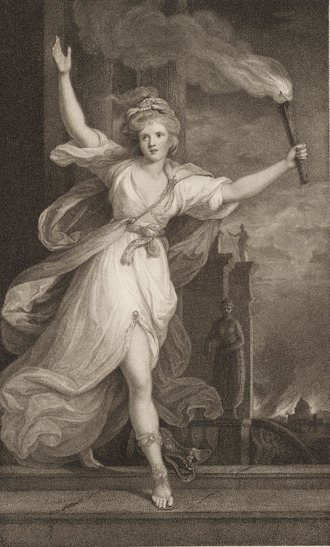